# Christen Larsen (politiker, 1840-1923)
 Der er flere personer med dette navn, se Christian Larsen.
Christen Larsen (født 24. september 1840 i Sønder Jernløse Sogn, død 27. oktober 1923 i Hagendrup) var en dansk gårdejer og politiker. Han var medlem af Folketinget fra 1890 til 1892.
Larsen blev født i Sønder Jernløse Sogn syd for Holbæk i 1840. Han var søn af gårdejer Lars Jensen og lærte landbrug på farens gård hvor han hjalp til indtil han i 1865 flyttede til en gård i Hagendrup i Bregninge Sogn øst for Kalundborg, som han havde giftet sig til.
Han var sognerådsmedlem fra 1871 til 1876 og sognerådsformand fra 1883 til 1888. Han var amtsrådsmedlem i Holbæk Amt fra 1892 til 1898, medlem af skolekommissionen fra 1874 til 1876 og fra 1880 til 1882. Han var også formand for Ballebjerg Mejeri, taksationsmand i Østifternes Kreditforening og forligsmægler i tyendesager.
Larsen blev valgt til Folketinget i Svinningekredsen ved folketingsvalget i 1890 og sluttede sig til Det forhandlende Venstre. Han søgte ikke genvalgt i 1892 eller senere.
Han døde i Hagendrup i 1923.